# Osservatorio di Königsberg
L'Osservatorio di Königsberg è stato un osservatorio astronomico ottico fondato nei primi anni '800 nella Prussia Orientale, territorio tedesco sino al 1945, e gestito dall'università di Königsberg, oggi Kaliningrad, enclave russa. Con i suoi strumenti è stata ottenuta la prima immagine di un'eclissi totale solare ed è stato calcolato per la prima volta un valore preciso della parallasse di una stella fissa. Fu devastato dai bombardamenti britannici nel 1944.

## Storia
Negli anni 1809-1810, il governo prussiano, in un periodo di relativa tregua durante le guerre napoleoniche, sotto la guida del ministro riformista Wilhelm von Humboldt, propose un programma culturale per espandere l'università di Königsberg. Questo includeva la fondazione di un osservatorio.
Per tale motivo nel 1809 l'astronomo Friedrich Wilhelm Bessel, assistente presso l'osservatorio di Lilienthal, fu chiamato a Königsberg per insegnare presso l'università locale e assumere la direzione dell'osservatorio la cui costruzione era da poco stata pianificata. Bessel arrivò a Königsberg l'anno successivo, mentre l'osservatorio era ancora in fase di progettazione. Il matematico si adoperò per cercare un sito adatto (che avesse sguardo libero sull'orizzonte) e lo individuò in un'area nel nord-ovest della città vicino alle mura della fortezza. L'edificio, iniziato nel 1811, fu progettato secondo i desideri di Bessel e utilizzabile già a settembre 1813, nonostante le difficoltà economiche del periodo.
Nei primi anni di utilizzo, Bessel proseguì l'analisi delle osservazioni dell'astronomo britannico James Bradley e creò un catalogo astrometrico con più di 3.000 stelle e nel 1818 pubblicò l'opera intitolata Fundamenta astronomiae.
Nel 1819 Bessel acquistò un cerchio meridiano progettato da Reichenbach e con esso determinò la posizione delle stelle con la massima precisione strumentale possibile a quel tempo. Negli anni seguenti determinò le posizioni di 30.000 stelle coinvolgendo in questo arduo lavoro pratico anche i suoi studenti tra cui Friedrich Wilhelm Argelander, assistente di Bessel dal 1820 al 1823.
Un impulso alle ricerche dell'osservatorio avvenne successivamente al 1829, quando i laboratori di Fraunhofer progettarono l'eliometro, uno strumento che misurava le distanze angolari di stelle vicine tra loro. Bessel grazie a questo strumento si dedicò a un problema che da secoli assillava gli astronomi: la misurazione della parallasse delle stelle.
Il movimento sinodico e orbitale della Terra si traduce in un'oscillazione annuale della posizione delle stelle sulla volta celeste e questa variazione è tanto più misurabile quanto la stella è più vicina alla Terra. Per la sua ricerca, Bessel prese come riferimento la stella 61 Cygni nella costellazione del Cigno, in quanto la sua vicinanza e la sensibile ampiezza del suo movimento avevano un rapporto relativamente agevole da misurare. Bessel misurò per un intero anno la differenza angolare tra 61 Cygni e le stelle ad essa apparentemente vicine nel cielo (in realtà molto più distanti), dalla Terra: i suoi calcoli gli permisero di determinare un miglioramento metrologico di 1/3 di secondo d'arco. La ricerca di Bessel mediante parallasse stellare contribuì notevolmente al calcolo della distanza tra le stelle e il sistema solare e integrò quantitativamente la teoria dell'eliocentrismo copernicano. Grazie al lavoro di Bessel, Königsberg divenne uno dei principali centri di ricerca sull'astronomia in Europa.

Un'importante pietra miliare in ambito astronomico fu raggiunta a Königsberg nel 1851, quando fu effettuata la prima fotografia di un'eclissi solare mediante il procedimento fotografico della dagherrotipia.

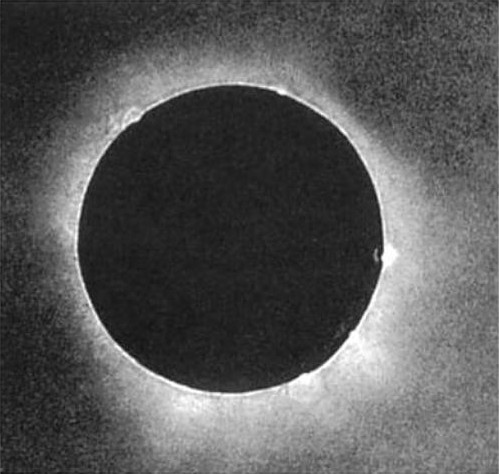
1851: Prima fotografia di un'eclissi solare totale

Alla morte di Bessel nel 1846, subentrò come direttore l'astronomo August Ludwig Busch (1804–1855) e successivamente la direzione fu condivisa tra Eduard Luther e Moritz Ludwig George Wichmann (1821–1859). Alla morte di Wichmann, la direzione dell'osservatorio, unitamente alla cattedra di astronomia, furono assegnate a Luther fino al 1887.
Dal 1859 al 1862, Arthur Auwers fu assistente astronomo a Königsberg. Auwers fu il primo astronomo ad identificare la natura di stelle doppie dei sistemi stellari di Procione e Sirio. Nel 1895 Hermann von Struve rilevò la direzione dell'osservatorio sino al suo trasferimento nel 1904 all'osservatorio di Berlino e l'università nominò allora direttore Hans Battermann che vi rimase con tali funzioni fino al 1919, quando un ictus che lo aveva colpito due anni prima lo indusse a dimettersi.
Dal 1921 alla fine della seconda guerra mondiale, l'osservatorio fu guidato da Erich Przybyllok. Nell'agosto del 1944, l'osservatorio, come molti altri edifici dell'università, fu devastato dal bombardamento della Royal Air Force.

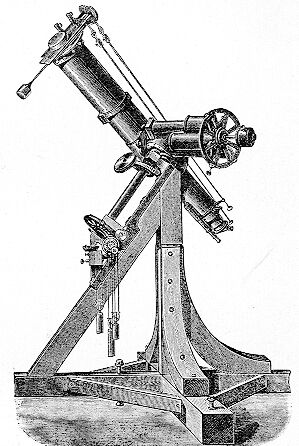
L'eliometro di Fraunhofer

## Strumentazione
I primi strumenti provenivano principalmente dall'osservatorio Replin (situato nella regione Meclemburgo), i quali, grazie alla mediazione di Johann Elert Bode, furono trasferiti a Königsberg. Essi consistevano in:
- un telescopio meridiano (cerchio Cary, esposto oggi al Deutsches Museum di Monaco), 50  mm di apertura e un metro di lunghezza focale (D = 50 mm, F = 1000 mm), dal 1813
- un telescopio meridiano progettato dal fisico ed ingegnere Reichenbach (F = 1300 mm), 1813
- un telescopio meridiano di Dollond, con lunghezza focale F di 1300 mm
- un telescopio equatoriale con lunghezza focale di 330 mm, 1813
- eliometro di Fraunhofer (D = 158 mm, F = 2540 mm), creato nel 1826 ed acquistato nel 1829
- due sestanti e un orologio meccanico
- telescopio rifrattore da 325 mm, acquistato nel 1819 da Reichenbach
- piccolo rifrattore (D = 61 mm, F = 812 mm) - con il quale fu scattata la prima fotografia di un'eclissi solare[1]

Nel 1841, re Federico Guglielmo IV di Prussia offrì all'osservatorio un ulteriore cerchio meridiano ideato dal progettista di strumenti ottici Adolf Repsold, di Amburgo.

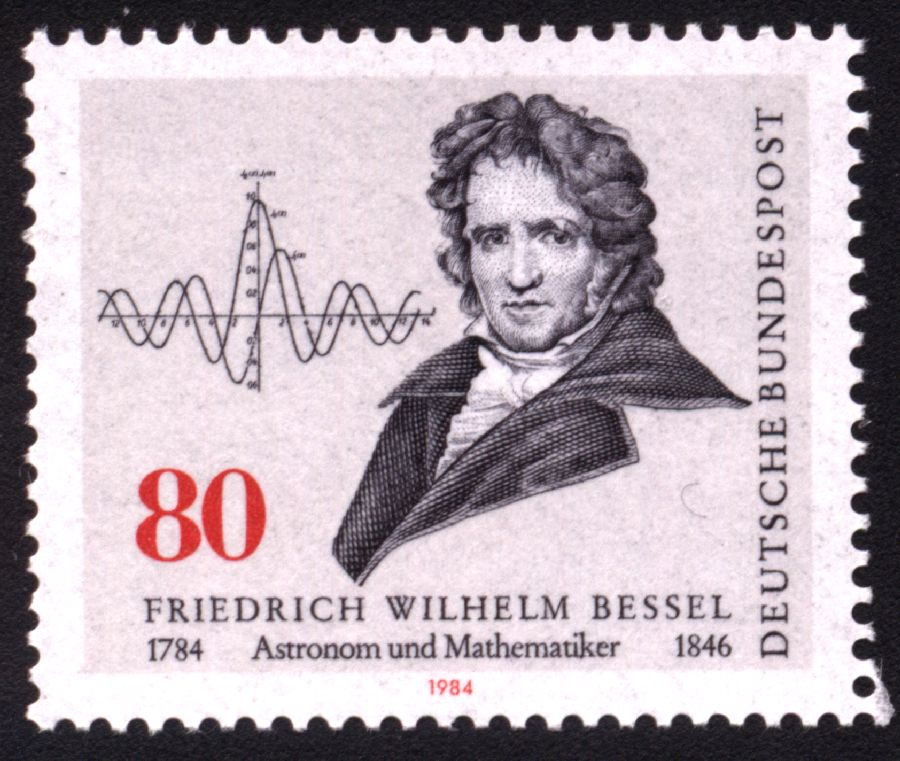
Emissione vintage di un francobollo da 80 marchi del 1984 raffiguranti Il primo direttore dell'osservatorio, FW Bessel (1784–1846) e le funzioni da lui elaborate